# Eulitoclonius
Eulitoclonius is een kevergeslacht uit de familie van de boktorren (Cerambycidae). De wetenschappelijke naam van het geslacht werd voor het eerst geldig gepubliceerd in 1923 door Schmidt.

## Soorten
Eulitoclonius is monotypisch en omvat slechts de volgende soort:
- Eulitoclonius litomecoides Schmidt, 1923